# Lino Murillo
Lino Murillo y Osinaga (Villava, 23 de septiembre de 1852-Marneffe (Burdinne), 26 de febrero de 1932) fue un sacerdote jesuita español y destacado escriturista.

## Biografía
Hijo de Ramón Murillo, natural de Lizoáin, y de Catalina Osinaga, natural de Huarte, ingresó en el Seminario Conciliar de Pamplona, donde obtuvo por oposición una beca. A mediados del 2.º de Teología cambió el Seminario por el Noviciado de la Compañía de Jesús, donde fue admitido el 15 de marzo de 1873 en el Colegio de Poyanne (Francia).
Ejerció el cargo de profesor de Matemáticas, Filosofía e Historia de España en el Colegio de El Puerto de Santa María (Cádiz). De 1881 a 1885 cursó en Oña (Burgos) los cuatro años de Teología.
En Oña fue después profesor de Sagrada Escritura. En 1906 ocupó el mismo puesto en el seminario de Madrid y en 1909 pasó al Pontificio Instituto Bíblico de Roma.
Fue redactor de la madrileña revista Razón y fe desde sus primeras publicaciones. También colaboró en la revista Bíblica de Roma.
Gran estudioso de la Biblia, Juan Marín del Campo afirmó que el Padre Murillo era, junto con el Padre Juan María Solá, uno de los dos escriturarios españoles más sabios que había conocido.
A causa del decreto de expulsión de los jesuitas del 23 de enero de 1932 del gobierno de la Segunda República Española, se exilió en Bélgica.

## Obras destacadas
- Jesucristo y la Iglesia romana: vol. 1 y vol. 2 (1899)
- Crítica y exégesis (1905)
- San Juan (1908)
- El progreso en la revelación cristiana (1913)
- El Génesis, precedido de una introducción al Pentateuco (1914)
- El problema Pentateuco (1928)[2][9]